# St. Petersburg Ladies Trophy 2017
St. Petersburg Ladies Trophy 2017 byl  tenisový turnaj ženského profesionálního okruhu WTA Tour, hraný v aréně Sibur na dvorcích s tvrdým povrchem Rebound Ace. Konal se mezi 30. lednem až 5. únorem 2017 v ruském Petrohradu jako osmý ročník turnaje.
Rozpočet činil 776 000 dolarů. V rámci WTA Tour se řadil do kategorie WTA Premier Tournaments, do níž byla událost v roce 2016 přesunuta z nižšího okruhu ITF. Nejvýše nasazenou hráčkou ve dvouhře se stala světová čtyřka Simona Halepová z Rumunska. Jako poslední přímá účastnice do dvouhry nastoupila 51. německá hráčka žebříčku Annika Becková.
Premiérový singlový titul na okruhu WTA Tour vybojovala 23letá Francouzka Kristina Mladenovicová. Vítězem čtyřhry se stal pár složený z Lotyšky Jeļeny Ostapenkové a Polky Alicje Rosolské, jehož členky získaly první společnou trofej.

## Distribuce bodů a finančních odměn

### Distribuce bodů
| Soutěž  | vítězky | finalistky | semifinalistky | čtvrtfinalistky | 16 v kole | 32 v kole | Q  | Q3 | Q2 | Q1 |
| ------- | ------- | ---------- | -------------- | --------------- | --------- | --------- | -- | -- | -- | -- |
| dvouhra | 470     | 305        | 185            | 100             | 55        | 1         | 25 | 18 | 13 | 1  |
| čtyřhra | 470     | 305        | 185            | 100             | 1         | —         | —  | —  | —  | —  |

### Finanční odměny
| Soutěž                                | vítězky  | finalistky | semifinalistky | čtvrtfinalistky | 16 v kole | 32 v kole | Q3     | Q2     | Q1   |
| ------------------------------------- | -------- | ---------- | -------------- | --------------- | --------- | --------- | ------ | ------ | ---- |
| dvouhra                               | $132 740 | $70 880    | $37 850        | $20 350         | $10 915   | $6 925    | $3 110 | $1 650 | $920 |
| čtyřhra                               | $41 520  | $22 180    | $12 120        | $6 165          | $3 350    | —         | —      | —      | —    |
| částky ve čtyřhře jsou uvedeny na pár |          |            |                |                 |           |           |        |        |      |

## Ženská dvouhra

### Nasazení
| Stát                          | Hráčka               | WTA | Nasazení |
| ----------------------------- | -------------------- | --- | -------- |
| Rumunsko                      | Simona Halepová      | 4.  | 1.       |
| Slovensko                     | Dominika Cibulková   | 6.  | 2.       |
| Rusko                         | Světlana Kuzněcovová | 10. | 3.       |
| USA                           | Venus Williamsová    | 17. | 4.       |
| Rusko                         | Jelena Vesninová     | 18. | 5.       |
| Itálie                        | Roberta Vinciová     | 19. | 6.       |
| Nizozemsko                    | Kiki Bertensová      | 22. | 7.       |
| Rusko                         | Darja Kasatkinová    | 25. | 8.       |
| Žebříček WTA k 16. lednu 2017 |                      |     |          |

### Jiné formy účasti
Následující hráčky obdržely divokou kartu do hlavní soutěže:
- Anna Kalinská
- Natalija Vichljancevová

Následující hráčky postoupily z kvalifikace:
- Kirsten Flipkensová
- Elise Mertensová
- Andrea Petkovicová
- Stefanie Vögeleová

Následující hráčka postoupila jako tzv. šťastná poražená:
- Donna Vekićová

### Odhlášení
před zahájením turnaje
- Barbora Strýcová → nahradila ji Ana Konjuhová[2]
- Stefanie Vögeleová (poranění pravého zápěstí) → nahradila ji Donna Vekićová[2]

### Skrečování
- Johanna Larssonová (poranění levé kyčle)[2]

## Ženská čtyřhra

### Nasazení
| Stát                                                                      | Hráčka                | Stát      | Hráčka                 | WTA  | Nasazení |
| ------------------------------------------------------------------------- | --------------------- | --------- | ---------------------- | ---- | -------- |
| Nizozemsko                                                                | Kiki Bertensová       | Švédsko   | Johanna Larssonová     | 53.  | 1.       |
| Chorvatsko                                                                | Darija Juraková       | Švýcarsko | Xenia Knollová         | 88.  | 2.       |
| Austrálie                                                                 | Darja Gavrilovová     | Francie   | Kristina Mladenovicová | 89.  | 3.       |
| Rumunsko                                                                  | Ioana Raluca Olaruová | Ukrajina  | Olga Savčuková         | 112. | 4.       |
| Žebříček WTA k 16. lednu 2017; číslo je součtem umístění obou členek páru |                       |           |                        |      |          |

### Jiné formy účasti
Následující pár obdržel divokou kartu do hlavní soutěže:
- Anastasija Buchanková /  Ana Konjuhová

Následující pár nastoupil z pozice náhradníka:
- Isabella Šinikovová /  Valerija Strachovová

### Odhlášení
před zahájením turnaje
- Johanna Larssonová (poranění levé kyčle)

## Přehled finále

### Ženská dvouhra
- Kristina Mladenovicová vs.  Julia Putincevová, 6–2, 6–7(3–7), 6–4

### Ženská čtyřhra
- Jeļena Ostapenková /  Alicja Rosolská vs.  Darija Juraková /  Xenia Knollová, 3–6, 6–2, [10–5]